# Elduain
Elduain is een gemeente in de Spaanse provincie Gipuzkoa in de regio Baskenland met een oppervlakte van 25 km². Elduain telt 242 inwoners (1 januari 2016).

## Demografische ontwikkeling
Bron: INE, 1857-2011: volkstellingen